# هنر نوگرا

«کمپوزیسیون شماره ۱۰» اثر پیت موندریان سال ۴۲–۱۹۳۹

هنر نوگرا یا هنر نوین (به انگلیسی: Modern art) اصطلاحی جامع برای توصیف هر جنبش یا مکتب هنری، در قالبِ مجموعه‌ای از جریان‌های اصلاح‌طلبانه فرهنگی در هنر، معماری، موسیقی، ادبیات و هنرهای کاربردی، از ربع آخر قرن نوزدهم میلادی تا ربع آخر قرن بیستم میلادی است.
نوگرایی، فرایند و جریانی تاریخی است که در عرصه‌های متنوع و مختلفی چون فلسفه، علم، سیاست، اقتصاد و هنر تأثیر مستقیم گذاشت. عبارت مدرنیسم جنبش‌های زیاد سیاسی، فرهنگی و هنری را در بر می‌گیرد که ریشه در تغییرات جوامع غرب در پایان قرن نوزده و آغاز قرن بیستم دارند.
نوگرایی اندیشه‌ای است که بر قدرت انسان برای ایجاد، بهبود و تغییر شکل محیط اطرافش، با استفاده از علم، فناوری و آزمایش‌های عملی، تأکید می‌کند.

## مراحل مدرنیسم

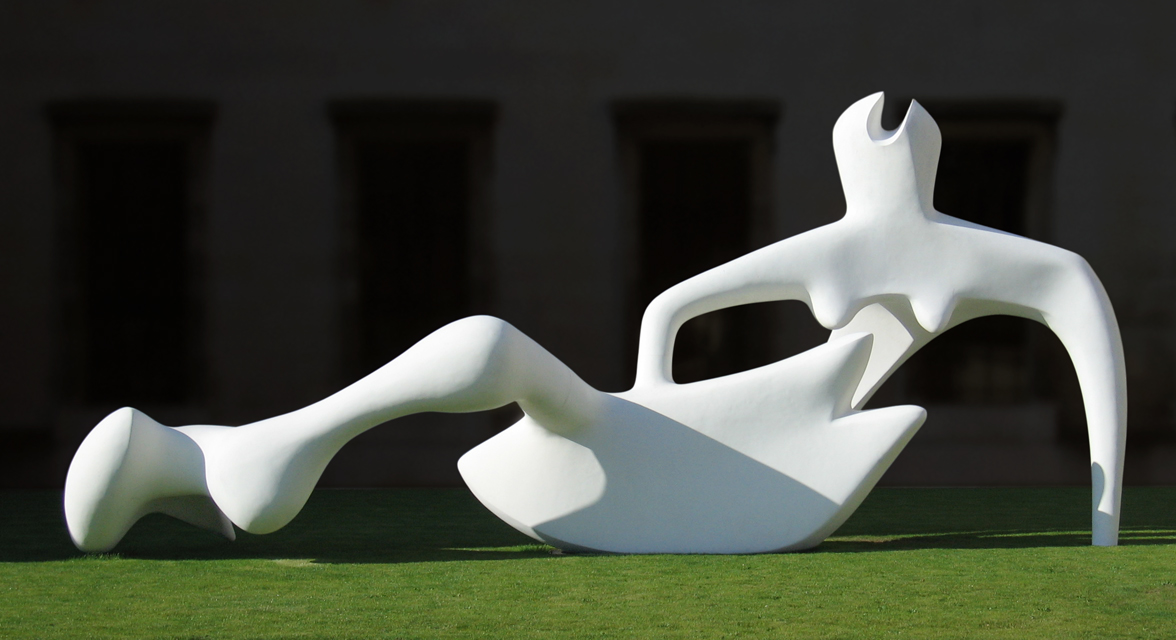
پیکر لَمَنده (۱۹۵۱) کاری از هنری مور

- شروع مدرنیسم، ۱۹۱۰–۱۸۹۰
- انفجار مدرنیسم، ۱۹۳۰–۱۹۱۰
- نسل دوم مدرنیسم، ۱۹۴۵–۱۹۳۰
- مدرنیسم بعد از جنگ جهانی دوم
- مدرنیسم در دهه ۶۰ و پس از آن

## شروع مدرنیسم
دورهٔ آغار مدرنیسم در هنر از حدود سال ۱۸۹۰ تا ۱۹۱۰ بود و از جنبه‌های مختلفی در هنرهای مختلف، از جمله نقاشی، معماری، ادبیات، موسیقی و فلسفه تأثیرگذار بود. این دوره به عنوان یک انتقال از سبک‌ها و رویکردهای سنتی به یک متداولترین نوع تعبیر و بیان در هنرها شناخته می‌شود. در ادامه به برخی از ویژگی‌های مهم این دوره در هنر مدرنیسم اشاره خواهم کرد:
شکست با تقلید: هنرمندان مدرنیسم تلاش کردند تا از سبک‌ها و فرم‌های سنتی و تقلیدی دوری کنند. آن‌ها به دنبال نحوه‌ای جدید در بیان و انتقال احساسات و افکار بودند.
انتزاعی‌گرایی: هنرمندان مدرنیسم به تجسم و تداعی مفاهیم و احساسات از طریق اشکال انتزاعی و ساده علاقه داشتند. این انتزاعی‌گرایی در نقاشی، معماری و موسیقی به وضوح دیده می‌شود.
انفعال به تغییرات اجتماعی و فرهنگی: دورهٔ مدرنیسم با تغییرات گستردهٔ اجتماعی و فرهنگی هم‌زمان با آن دست در دست می‌شد. این تغییرات شامل صنعتی شدن، پیشرفت‌های علمی و تکنولوژیک، جنگ جهانی اول، و تغییرات در نگرش به جنسیت و جامعه بود.
شکستن حدود فرم و فضا: هنرمندان مدرنیسم در معماری و نقاشی به شکستن حدود فرم و فضا علاقه داشتند. آن‌ها از رنگ‌ها، خطوط و شکل‌های جدید برای ایجاد اثرهای هنری استفاده می‌کردند.
به عنوان مثال، نقاشان معروفی مانند پابلو پیکاسو و هنری ماتیس در دورهٔ مدرنیسم در نقاشی شناخته می‌شوند، و معمارانی مانند فرانک لوید رایت در معماری مدرنیسم نقش بزرگی ایفا کردند. این دوره تأثیرات عمیقی بر هنر و فرهنگ جهانی گذاشت و به عنوان یک گام مهم در تاریخ هنر معاصر شناخته می‌شود.
- مشارکت‌کنندگان ویکی‌پدیا. «مدرنیسم». در دانشنامهٔ ویکی‌پدیای انگلیسی، بازبینی‌شده در ۳ نوامبر ۲۰۰۷.